# 奥古斯特·雅各布松
奥古斯特·米赫克列维奇·雅各布松（俄语：Аугуст Михкелевич Якобсон；1903年9月2日—1963年5月25日），爱沙尼亚作家。曾任爱沙尼亚作家联盟主席、爱沙尼亚苏维埃社会主义共和国作家联盟组织委员会主席、理事会主席、爱沙尼亚苏维埃社会主义共和国最高苏维埃主席团主席等职务。

## 生平
- 1904年9月2日出生于利沃尼亚省雷马村的一个工人家庭。高中期间曾在当地做瓦工、泥炭工人、派尔努港的装载机司机、仓库工人、火柴厂和锯木厂工人等工作。1926年毕业于派尔努中学。
- 1926年-1929年，塔尔图大学经济学系学习。
- 1931年-1935年，塔尔图大学医学院学习。
- 1939年-1940年，爱沙尼亚作家联盟主席。
- 1940年-1944年，爱沙尼亚苏维埃社会主义共和国作家联盟组织委员会主席。期间，1940年-1941年，《共产主义者报》编辑部工作，同时担任《小说与艺术》杂志主编。苏德战争期间随爱沙尼亚党政机关转移至俄罗斯，从事爱沙尼亚红军部队的宣传工作。1942年加入联共（布）。
- 1944年-1946年，爱沙尼亚苏维埃社会主义共和国作家联盟理事会主席。
- 1946年-1951年，爱共（布）中央主席团成员。
- 1950年7月-1958年2月，爱沙尼亚苏维埃社会主义共和国最高苏维埃主席团主席兼苏联最高苏维埃主席团副主席。期间，1950年-1954年兼任爱沙尼亚苏维埃社会主义共和国作家联盟理事会主席。
- 1963年5月23日于塔林逝世，享年58岁。葬于森林公墓。

雅各布松是第1、3-4届苏联最高苏维埃民族院代表；第2届爱沙尼亚苏维埃社会主义共和国最高苏维埃代表。

## 文学创作
1925年，还是高中学生的雅各布松开始创作第一部小说《贫民窟》，这是一本关于城市贫民的书，可以看做他早年生活的自传，1927年出版。
爱沙尼亚被苏联吞并之前，雅各布松写了许多小说，讲述了爱沙尼亚工人、知识分子和资产阶级的生活，尖锐地批评了资本主义制度。
爱沙尼亚苏维埃政权的建立是雅各布松文学创作的转折点。他积极参与爱沙尼亚的社会主义建设。在掌握了社会主义现实主义的方法后，他巧妙地描绘了该国发生的复杂历史进程。剧本《城堡生活》（1946）展示了爱沙尼亚知识分子的意识形态成长；剧本《没有前线的斗争》（1947）描绘了爱沙尼亚无产阶级在二十世纪20年代的斗争；剧本《铁锈》（1947）致力于克服人们心目中的资产阶级残余；在剧本《我们的生活》（1948）中描绘了爱沙尼亚农村的阶级斗争和农业集体化的进程；剧本《两个阵营》描写了爱沙尼亚知识分子中社会主义和资本主义两种世界观的冲突；《建设者》（1949）讲述了战后爱沙尼亚经济的重建。

## 代表作

### 小说
- 《贫民窟》（1927）
- 《雪貂马》（1933）
- 《安德鲁克森家族》（1934）
- 《老近卫军》（1935）
- 《永恒的爱沙尼亚人》（1937）
- 小说集《游击队员之子》（1943）

### 剧本
- 《鬼魂》（1938）
- 《豺狼》（1951）
- 《内布拉斯加州的守护天使》（1953）
- 《垂死》（1954）
- 《老橡树》（1955）

## 荣誉
- 戏剧《城堡生活》获1947年斯大林奖二等奖
- 戏剧《没有前线的斗争》获1948年斯大林奖一等奖
- 两次列宁勋章（1950,1954）
- 劳动红旗勋章（1956）
- 1941-1945年伟大卫国战争中忘我劳动奖章
- 爱沙尼亚苏维埃社会主义共和国荣誉作家称号（1945）
- 爱沙尼亚苏维埃社会主义共和国荣誉作家称号（1947）